# 山口県道170号粭島櫛ヶ浜停車場線
山口県道170号粭島櫛ヶ浜停車場線（やまぐちけんどう170ごう すくもじまくしがはまていしゃじょうせん）は、山口県周南市を通る一般県道である。

## 概要
周南市大字粭島粭島からJR西日本山陽本線 櫛ケ浜駅前に至る。

### 路線データ
- 起点：周南市大字粭島（貴船神社付近）
- 終点：周南市大字久米（櫛ケ浜駅前交差点、山口県道366号徳山下松線上）

## 路線状況
粭島から周南市役所大島支所までの間は、左手に徳山湾を望むことができる。
大島支所からしばらくは山の中に入ったかと思うが、すぐに右手に笠戸湾を望むことができる。しばらく片側1車線の海辺の道を走ることができる。市街地に入る直前には右手に徳山競艇場を眺めることができ、選手宿泊所もこの道沿いにある。
栗屋交差点を左折すると、この道は都市近郊道路の様相を表す。ここから櫛ケ浜駅前までは山口県道366号徳山下松線との重複区間である。また、この道は旧国道188号でもある。

### 重複区間
- 山口県道366号徳山下松線（周南市大字・周南市栗屋交差点 - 周南市大字久米・櫛ケ浜駅前交差点（終点））

### 道路施設

#### 橋梁
- 小瀬戸橋（周防灘、周南市）

## 地理

### 通過する自治体
- 山口県
  - 周南市

### 交差する道路
| 交差する道路                         | 交差する場所 | 交差する場所            |
| ------------------------------------ | ------------ | ----------------------- |
| 山口県道366号徳山下松線 重複区間起点 | 大字栗屋     | 周南市栗屋交差点        |
| 山口県道366号徳山下松線 重複区間終点 | 大字久米     | 櫛ケ浜駅前交差点 / 終点 |

### 沿線
- 粭島
- 周南市立鼓南小学校
- 周南市立鼓南中学校
- 周南市役所
  - 大島支所
  - 鼓南支所
  - 櫛浜支所
- 徳山競艇場
- 周南市立櫛浜小学校
- 櫛浜郵便局
- JR西日本山陽本線 櫛ケ浜駅